# Konarsko
Konarsko (bulgariska: Конарско) är ett distrikt i Bulgarien.   Det ligger i kommunen Obsjtina Jakoruda och regionen Blagoevgrad, i den sydvästra delen av landet, 80 km söder om huvudstaden Sofia.
I omgivningarna runt Konarsko växer i huvudsak barrskog. Runt Konarsko är det ganska glesbefolkat, med 36 invånare per kvadratkilometer.